# Tra terra e stelle
Tra terra e stelle è un album del 2012 di Nino D'Angelo.

## Tracce
1. L'alba
2. Famme Vivere Pe Te
3. Pe' Vie ‘E ‘Na Vita
4. Stamme Cca'
5. Stella Napulitana (feat. Ciccio Merolla)
6. Italia bella
7. Ammore E' Da'
8. Doje Vite (testo e musica di Rosario Merola)
9. Uocchie ‘E Mare
10. Sarraje
11. Stellete’